# Resolutie 101 Veiligheidsraad Verenigde Naties
Resolutie 100 van de Veiligheidsraad van de Verenigde Naties was de derde van vijf resoluties in 1953. Libanon en de Sovjet-Unie kozen voor onthouding bij de stemming. De resolutie vroeg dat Israël en Jordanië het in 1949 overeengekomen staakt-het-vuren zouden naleven.

## Achtergrond
Verschillende wapenstilstanden waren van kracht tussen Israël en diens Arabische buurlanden. Zo ook met Jordanië, waarvan de Westelijke Jordaanoever deel uitmaakte. Schendingen van het staakt-het-vuren waren schering en inslag.
Begin jaren 1950 vonden ernstige gewelddadigheden plaats, het bloedbad in Qibya op de Westelijke Jordaanoever in de nacht van 14 op 15 oktober in het bijzonder. Bij deze Israëlische aanval kwamen toen 42 Palestijnen om.

## Inhoud
De Veiligheidsraad herinnerde aan de resoluties 54, 73 en 93 over de wapenstilstanden. Ook had men de rapporten van de stafchef van de VN-Bestandtoezichtsorganisatie in Palestina van 27 oktober en 9 november gezien en de verklaringen van Jordanië en Israël gehoord.
Men vond de vergeldingsactie in Qibya door Israël op 14-15 oktober en andere dergelijk acties een schending van het staakt-het-vuren en de overeengekomen akkoorden. Deze ondermijnde de kans op vrede. Israël werd opgeroepen dergelijke acties te vermijden.
Er werd opgemerkt dat de demarcatielijn (militaire grens) overschreden werd, wat vaak tot geweld leidde, en vroeg Jordanië maatregelen te nemen. Israël en Jordanië werden herinnert aan de vorige resoluties en het wapenstilstandsakkoord om geweld aan beide kanten van de demarcatielijn te voorkomen en opgeroepen om samen te werken met de lokale veiligheidsdiensten.
Men herhaalde nogmaals dat het belangrijk was dat alle partijen zich aan de wapenstilstand hielden om een definitief akkoord te bereiken. Israël en Jordanië moesten samenwerken met de stafchef van de Bestandtoezichtsorganisatie. Secretaris-generaal Dag Hammarskjöld werd gevraagd met de stafchef te bespreken hoe de Bestandtoezichtsorganisatie best met personeel en bijstand kon worden versterkt. De stafchef werd gevraagd om binnen de drie maanden aanbevelingen te doen om de wapenstilstandsakkoorden te doen naleven.

## Verwante resoluties
- Resolutie 100 Veiligheidsraad Verenigde Naties
- Resolutie 127 Veiligheidsraad Verenigde Naties (1958)

Lijst ·  99 ·  100 ·  101 ·  102 ·  103